# Fat Bottomed Girls
«Fat Bottomed Girls» (с англ. — «Толстопопые девушки») — песня британской рок-группы Queen с седьмого студийного альбома Jazz. Написана Брайаном Мэем. Песня вышла в виде сингла с песней «Bicycle Race» на стороне «А».

## Песня
Это одна из немногих песен, где Мэй понижал самую низкую струну «ми» на тон вниз (так называемый dropped-D строй).
Песня пелась по-разному в альбоме и на концертах. В студийной версии основную партию поёт Фредди Меркьюри, а дополняет его более низким голосом Мэй. В припевах поёт, в основном, гитарист. На концертах пели три музыканта: Меркьюри основную партию, Мэй вторил нижним голосом, а Роджер Тейлор пел верхнюю партию.
В альбомной версии есть одна ошибка Мэя. Он играет ноту «фа» вместо «соль» перед третьим куплетом. Из-за этой ошибки на сингле вышла другая версия песни. Она укороченная, в ней не так много гитарной партии и этой ошибки там нет. Такая же версия сингла попала на сборник Greatest Hits.

## Видеоклип
Видеоклип снял режиссёр Дэннис Де Валланс. Клип представляет собой простое выступление группы. В видео используется укороченная версия сингла.
Действие разворачивается на концертной сцене. Она довольно тёмная и мрачная. Подсветка находится лишь на ступенях пьедестала, на котором находятся ударные и на потолке, однако они не сильно освещают помещение. Клип начинается с показа Меркьюри. Он одет в чёрные кожаные штаны и подтяжки. Со вступлением музыки показывается Тейлор. Он одет в чёрную рубашку. Мэй одет в чёрную рубашку и белый жилет, а Джон Дикон также в чёрную рубашку. Как ни странно, гитариста и басиста почти не видно в клипе, их показывают очень редко. В основном действие сфокусировано на Меркьюри, который ведёт себя в клипе на редкость энергично, и на ударнике Тейлоре. Спецэффекты почти не используются в клипе, только иногда соединяются несколько кадров сразу, чтобы показать сразу несколько действий.

## Концертные записи
- Queen on Fire – Live at the Bowl (2004)
- Return of the Champions (2005)
- Super Live in Japan (2006)

## Сертификации
| Регион                                                                      | Сертификация  | Продажи   |
| --------------------------------------------------------------------------- | ------------- | --------- |
| Великобритания (BPI)                                                        | Платиновый    | 600 000   |
| США (RIAA)                                                                  | 2× Платиновый | 2 000 000 |
| Данные о продажах + прослушиваниях приведены только на основе сертификации. |               |           |